# Лилик Петро
Лилик Петро (нар. 26 березня 1950, Парагвай ) — аргентинський нейрохірург-новатор українського походження, засновник і директор Інституту внутрішньосудинної хірургії та інтервенційної радіології «ENERI» м.Буенос-Айрес. Голова Української центральної репрезентації в Аргентинській Республіці, почесний консул України в місті Ла-Плата.

## Життєпис
Народився 26 березня 1950 року в родині українських емігрантів. У 1974 році закінчив медичний факультет Університету м. Буенос-Айреса. Нейрохірург-новатор, відомий не лише в Аргентині, а й поза її межами, зокрема, у США та Канаді. Засновник і директор Інституту внутрішньосудинної хірургії та інтервенційної радіології «ENERI» м. Буенос-Айрес, технології діагностики та лікування якого є унікальними в Латинській Америці.

## Справи діаспори
Володіє українською мовою, виховує дітей в українських традиціях. Активний член ряду українських організацій Аргентини. Тривалий час керував танцювальним ансамблем «Просвіта».

## Звання та нагороди
Член Світової федерації інтервенційної та терапевтичної нейрології, Латиноамериканської федерації нейрохірургії, Першого міжнародного центру нейросудинних хвороб (м. Сан-Франциско, США), член-кореспондент Союзів нейрохірургії Чилі, Мексики, Уругваю та Венесуели. Почесний член Асоціації нейрохірургії Аргентини, засновник та колишній президент Асоціації діагностичної та терапевтичної нейрорадіології Аргентини.
- Відзнака Президента України — орден «За заслуги» 3-го ступеня.
- Відзнака Президента України — ювілейна медаль «25 років незалежності України» (22 серпня 2016) — за вагомий особистий внесок у зміцнення міжнародного авторитету Української держави, популяризацію її історичної спадщини і сучасних надбань та з нагоди 25-ї річниці незалежності України[1]

## Праці
Автор понад 120 публікацій з нейрохірургії, професор факультету медицини Університету м. Буенос-Айрес (Аргентина), університетів м. Сан-Франциско та м. Лос-Анджелес (Каліфорнія, США).

## У мистецтві
У 2008 році художниці Л. Воробйова та А. Малиніна намалювали портрет Петра Лилика.